# Flaga olimpijska
Flaga olimpijska – symbol igrzysk olimpijskich w formie prostokątnej flagi przedstawiającej na białym tle pięć złączonych pierścieni. Symbol olimpijski zaprojektował inicjator wskrzeszenia idei olimpijskiej, baron Pierre de Coubertin w 1912, a flagę w 1913. Wykonana została w zakładzie krawieckim „Bon Marché” w Paryżu.
Jej wymiary to trzy metry długości i dwa metry szerokości. Emblemat pięciu pierścieni olimpijskich umieszczony jest centralnie, na białym polu bez obramowania. Kręgi są splecione ze sobą w dwóch szeregach (od lewej do prawej):
- niebieski, czarny i czerwony na górze,
- żółty i zielony na dole.

Pierwszy raz została wyeksponowana publicznie w amfiteatrze Uniwersytetu w Paryżu w 1914, podczas uroczystości z okazji 20-lecia podjęcia decyzji o wznowieniu igrzysk olimpijskich. W ramach tych uroczystości odbył się V Kongres Olimpijski, na którym oficjalnie zatwierdzono flagę olimpijską.
Inspiracją dla barona były V Letnie Igrzyska Olimpijskie, które odbyły się w 1912 w Sztokholmie i w których po raz pierwszy uczestniczyły reprezentacje państw z pięciu kontynentów.
Flaga olimpijska jest jednym z najważniejszych symboli olimpijskich. Wciągana jest na maszt na stadionie olimpijskim podczas ceremonii otwarcia i pozostaje tam przez całe igrzyska olimpijskie, aż do ceremonii zamknięcia. Pierwszy sztandar wciągnięto na maszt podczas VII Letnich Igrzysk Olimpijskich w Antwerpii w 1920 – pierwszy egzemplarz znajduje się obecnie w Muzeum Olimpijskim w Lozannie.
Okręgi w rzeczywistości symbolizują pięć kontynentów. Sześć barw (pięć powyższych plus biała) ma oznaczać kolory obecne w roku 1913 na wszystkich flagach państw świata, na przykład Grecji, Szwecji, Hiszpanii, Francji, Wielkiej Brytanii, Stanów Zjednoczonych, Niemiec, Włoch, Belgii i Węgier.
Kolory kół na fladze symbolizują różnorodność i jedność ludzi. Poszczególne kolory symbolizują kontynenty:
- niebieski – Europę,
- czarny – Afrykę,
- żółty – Azję,
- czerwony – Amerykę,
- zielony – Australię i Oceanię.

Pierre de Coubertin nawiązywał również do nowatorskiej flagi Brazylii i Australii oraz starożytnych symboli Japonii i jemu współczesnych Chin.
Flaga olimpijska jest chroniona prawnie jako znak towarowy notoryjny (powszechnie znany). Oprócz tego 41 krajów (między innymi Polska) jest sygnatariuszami międzynarodowej konwencji, tak zwanego Traktatu z Nairobi, mówiącej o ochronie idei symbolizowanych przez flagę olimpijską i ściganiu nadużyć związanych z jej wykorzystywaniem.